# デジタルゴルフ
株式会社デジタルゴルフ（DIGITAL GOLF Inc.）は、かつて存在した日本のゴルフシミュレーター・コンピュータゲーム開発会社。2011年3月よりコナミの完全子会社となり、2014年にコナミデジタルエンタテインメントと合併した。

## 沿革
2003年1月23日にT&Eソフト創業者の一人・横山俊朗によって設立。T&E時代の柱のひとつであったゴルフゲームを主要コンテンツとして展開していた。
2006年1月には旧T&Eソフトの開発部門であった株式会社ディープを吸収し名古屋支社を開設するが、2008年1月に株式会社ティーアンドイーソフトとして分社化し、ゲームズアリーナ（ドワンゴの子会社）に売却した。
2011年3月、簡易株式交換によりコナミの完全子会社となった。2011年12月9日にオンラインショップにおけるゴルフゲームの販売、2012年1月31日にモバイルコンテンツをそれぞれ終了した。
2014年1月1日、コナミデジタルエンタテインメントと合併。
コナミデジタルエンタテインメントのゴルフ製品事業は、コナミグループ再編に伴い、2016年11月1日付でコナミアミューズメントへ再移管されている。

## 商品
- バーチャルゴルフガイド - ゴルフコース攻略ツール
- スーパーリアルゴルフ - 携帯電話向けゴルフゲーム
- ゴルトモ - オンラインゴルフゲーム
- ゴルフ漬け - Windows用ゴルフゲーム
- SHOT LEADER - ゴルフ練習システム
- ROUND LEADER - ゴルフシミュレーター
- ゴルフコネクション - ゴルフシミュレーター（コナミデジタルエンタテインメントとの共同開発）
- スイングチェックアイ - ゴルフスイングチェック機（コナミデジタルエンタテインメントとの共同開発）